# Phrynocephalus arcellazzii
Phrynocephalus arcellazzii är en ödleart som beskrevs av  Jacques von Bedriaga 1909. Phrynocephalus arcellazzii ingår i släktet Phrynocephalus och familjen agamer. Inga underarter finns listade i Catalogue of Life.